# Phaeogenes melanogaster
Phaeogenes melanogaster là một loài tò vò trong họ Ichneumonidae.